# Івановське (Свічинський район)
Іва́новське (рос. Ивановское) — село у складі Свічинського району Кіровської області, Росія. Входить до складу Свічинського міського поселення.
Населення становить 104 особи (2010, 234 у 2002).
Національний склад станом на 2002 рік — росіяни 94 %.